# Catarina Andersson
Catarina Andersson, född 17 november 1977 i Kyrkheddinge församling i Skåne, är en svensk kulstötare. Hon tävlar för friidrottsföreningen Hässelby SK. 
Andersson utsågs 2013 till Stor grabb/stor tjej nummer 521 i friidrott.

## Personliga rekord
| Utomhus - Kula – 16,48 (Helsingborg 3 juli 2011) - Diskus – 46,95 (Malmö 18 september 2011) - Diskus – 44,40 (Hässleholm 29 juli 2007) - Slägga – 57,96 (Gävle 17 augusti 2002) - Slägga – 53,95 (Malmö 4 juni 2002) - Spjut (gamla typen) – 44,00 (Karlskrona 24 maj 1998) | Inomhus - Kula – 17,01 (Malmö 29 januari 2012) - Viktkastning – 17,27 (Örebro 19 februari 2012) |